# Irapuru
Irapuru este un oraș în São Paulo (SP), Brazilia.